# Poltys bhabanii
Poltys bhabanii är en spindelart som först beskrevs av Benoy Krishna Tikader 1970.  Poltys bhabanii ingår i släktet Poltys och familjen hjulspindlar. Inga underarter finns listade i Catalogue of Life.